# Ghisonaccia
Ghisonaccia is een gemeente in het Franse departement Haute-Corse (regio Corsica). De gemeente telde 4.246 inwoners op 1 januari 2022. De plaats maakt deel uit van het arrondissement Corte.
De gemeente werd opgericht in 1845.
De landbouw is een belangrijke economische sector. De gemeente telt bijna 7.000 ha landbouwgrond. Er is wijnbouw, veeteelt met fabricage van kaas en fruitteelt. Verder is het kusttoerisme belangrijk. In de zomermaanden telt de gemeente meer dan 10.000 inwoners.

## Geografie
De oppervlakte van Ghisonaccia bedroeg op 1 januari 2022 68,25 vierkante kilometer; de bevolkingsdichtheid was toen 62,2 inwoners per km².
De voornaamste kern is Ghisonaccia-Ville; verder zijn er meer westelijk de kernen Ghisonaccia-Gare en Saint-Antoine. Aan de kust is een kilometerslang zandstrand. Achter de kust bevinden zich een meer van 790 ha, Étang d’Urbinu, en een dennenbos, Forêt de Pinia. De rivier Fiumorbu vormt de zuidwestelijke grens van de gemeente.
De onderstaande kaart toont de ligging van Ghisonaccia met de belangrijkste infrastructuur en aangrenzende gemeenten.

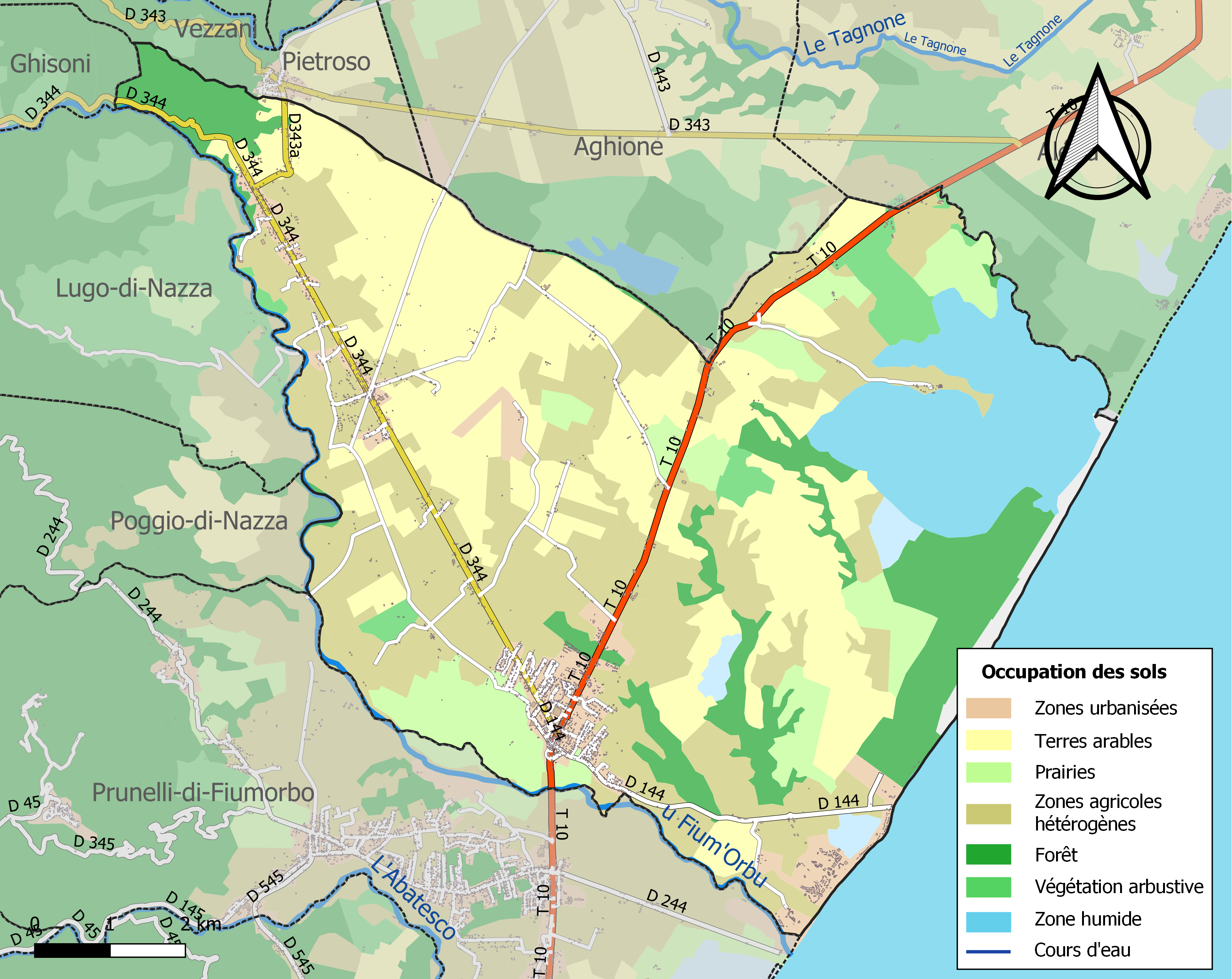

## Demografie
Onderstaande figuur toont het verloop van het inwonertal (bron: INSEE-tellingen).

Vanwege een beveiligingsprobleem met de MediaWiki Graph-software is het momenteel niet mogelijk deze grafiek weer te geven. Zodra de software is bijgewerkt zal de grafiek vanzelf weer zichtbaar worden.